# Margaret Paul

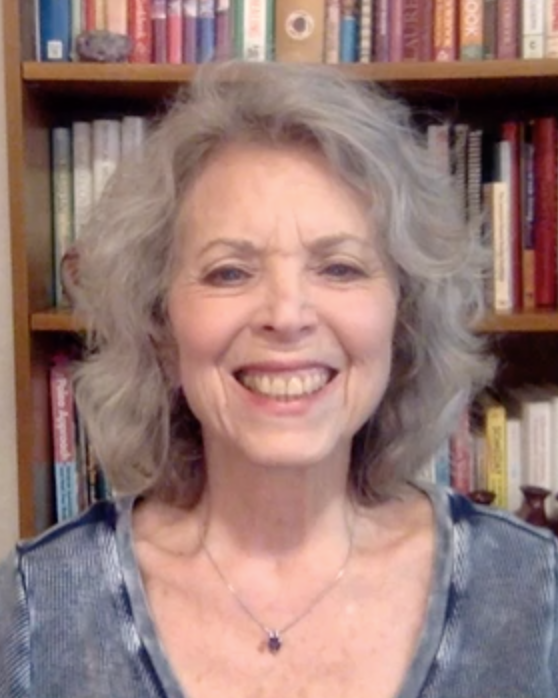
Margaret Paul (2020)

Margaret Paul (* 1939) ist eine US-amerikanische Psychologin und Psychotherapeutin, die durch ihre gemeinsame Arbeit mit Erika Chopich zum Inneren Kind bekannt wurde. Sie entwickelte zusammen mit Erika Chopich die Therapiemethode Inner Bonding, die die Erkenntnisse zum inneren Kind praktisch umsetzen. Die Methode basiert auf einem inneren Dialog zwischen verschiedenen Persönlichkeitsanteilen, der entweder laut ausgesprochen wird oder in Schriftform erfolgt.

## Leben und Wirken
Margaret Paul wuchs als Kind sehr junger und „emotional überforderter“ Eltern auf einem Bauernhof auf. Sie beschreibt ihre Eltern als damals unfähig, zu ihr als Kind irgendeine Form von Bindung aufzubauen. Lediglich ihr Großvater bot ihr etwas Halt und Wärme. Sie sei ein „ängstliches, kränkliches und nervöses“ Kind gewesen. Schon als Kind beschloss sie, Psychotherapeutin zu werden.
Sie studierte Psychologie und Kunstpädagogik an der University of California, Los Angeles, der Azusa Pacific University und promovierte am Ryokan College in Psychologie.
Anschließend absolvierte sie eine Ausbildung zur Psychotherapeutin. Sie behandelte schon seit mehr als 20 Jahren Patienten, als sie zunehmend unzufrieden mit dem Ergebnis ihrer Therapiearbeit wurde. Ihr fiel auf, dass ihre Klienten kein Mittel erlernten, um sich selbst zu helfen, sondern strukturell abhängig von den Therapiesitzungen waren.
Zu dieser Zeit lernte sie Erika J. Chopich kennen, mit der sie gemeinsam die Therapiemethode Inner Bonding entwickelte und mehrere Bücher veröffentlichte.
Margaret Pauls Arbeiten im Feld der Psychologie der Persönlichkeitsanteile ist weiterhin Grundlage vieler weiterer therapeutischer und alltagspsychologischer Ansätze. So stützt sich das Innere Team, ein von Friedemann Schulz von Thun entwickeltes Modell, teils auf diese Erkenntnisse. Auch Franz Ruppert bezieht sich in seiner psychotraumatologischen Arbeit vielfach auf das von Margaret Paul und Erika J. Chopich vorgeschlagene Persönlichkeitsmodell. Auch in den pädagogischen Werken von Rolf Arnold findet sich dieses als Grundlage wieder.

## Veröffentlichungen
In deutscher Übersetzung
- mit Erika J. Chopich: Aussöhnung mit dem inneren Kind. Ullstein Verlag (2009), ISBN 978-3-548-35731-7 (deutsche Erstausgabe: Ullstein 1993).
- mit Erika J. Chopich: Das Arbeitsbuch zur Aussöhnung mit dem inneren Kind. Ullstein Verlag (2005), ISBN 978-3-548-36702-6 (deutsche Erstausgabe: Ullstein 1994).

Englische Originalausgaben
- Diet for Divine Connection: Beyond Junk Foods and Junk Thoughts to At-Will Spiritual Connection. Light Technology Pub (2018), ISBN 978-1-62233-060-7.
- The Inner Bonding Workbook: Six Steps to Healing Yourself and Connecting with Your Divine Guidance. New Harbinger (2019), ISBN 978-1-68403-318-8.
- Inner Bonding: Becoming a Loving Adult to Your Inner Child: Becoming a Loving Parent to Your Inner Child. HarperOne (1993), ISBN 978-0-06-250710-5.
- mit Erika J. Chopich: Healing Your Aloneness: Finding Love and Wholeness Through Your Inner Child. HarperOne (1990), ISBN 978-0-06-250149-3.
- mit Erika J. Chopich: The Healing Your Aloneness Workbook: The 6-Step Inner Bonding Process for Healing Yourself and Your Relationships. Echo Point Books & Media (2015), ISBN 978-1-62654-044-6 (first published by HarperCollins, 1993).
- Do I Have To Give Up Me To Be Loved By God? Health Communications (1999), ISBN 978-1-55874-697-8.
- mit Jordan Paul: Do I Have to Give Up Me to Be Loved by You? Hazelden Publishing (2002), ISBN 978-1-56838-796-3 (first published by CompCare, 1983).
- mit Jordan Paul: Do I Have To Give Up Me To Be Loved By You?...The Workbook. Hazelden Publishing (1994), ISBN 978-1-56838-797-0.
- mit Jordan Paul: Do I Have To Give Up Me To Be Loved By My Kids? Berkley Books (1995), ISBN 978-0-425-15059-7 (first published by CompCare, 1987).

Englische eBooks
- How to Become Strong Enough to Love. Amazon.com Services LLC (2011).
- How to Access Spiritual Guidance for Your Joyful Highest Good Every Moment of Your Life. Amazon.com Services LLC (2011).
- Dear God, How Can I Heal So That I May Love? Amazon.com Services LLC (2011).
- Dear God, What is Love? Amazon.com Services LLC (2011).
- Beloved Companionship - An Alternative To Loneliness. Amazon.com Services LLC (2011).